# ふるさとの鉄道
ふるさとの鉄道（ふるさとのてつどう）は、NHKBS2およびBShiで放送された鉄道番組である。ハイビジョン制作で、10分間のミニ番組。

## 放送時間
不定期であるが、2006年の一挙再放送を最後に放送されていない。

## 放送路線
1. 宗谷本線
2. 富良野線
3. 五能線
4. 釜石線
5. 仙山線
6. 米坂線
7. 会津鉄道
8. わたらせ渓谷鉄道
9. 真岡鐵道
10. 秩父鉄道
11. 銚子電気鉄道
12. いすみ鉄道
13. 飯山線
14. 大糸線
15. 上田交通別所線
16. 福井鉄道
17. 大井川鐵道井川線
18. 天竜浜名湖鉄道
19. 神岡鉄道
20. 樽見鉄道
21. 北近畿タンゴ鉄道
22. 京福電気鉄道嵐山本線
23. 紀州鉄道
24. 一畑電気鉄道
25. 木次線
26. 予土線
27. 甘木鉄道
28. 南阿蘇鉄道
29. 高千穂鉄道
30. 指宿枕崎線

以下の路線は初期（2000年ごろ）に放送されたもので、廃止・経営移管・内容が初期の本放送時と異なるなどの理由で2006年の再放送時には放送されなかった。
1. 鹿島鉄道
2. のと鉄道
3. 名古屋鉄道谷汲線
4. 近畿日本鉄道北勢線
5. 小野田線
6. 高松琴平電気鉄道

## ナレーター
- 葛西聖司（NHKアナウンサー）